# مایک فیتزپاتریک
مایک فیتزپاتریک (به انگلیسی: Mike Fitzpatrick) نمایندهٔ حوزه انتخابیه هشتم پنسیلوانیا از حزب جمهوری‌خواه ایالات متحده آمریکا در مجلس نمایندگان ایالات متحده آمریکا است که برای نخستین‌بار در ۳ ژانویه ۲۰۱۱ میلادی به‌عضویت این مجلس درآمد.